# Битва при Петре
Битва при Петре — последнее сражение Освободительной войны Греции 1829—1830 годов, состоявшееся 12 (24) сентября 1829 года.

## Предыстория
В ноябре 1827 года армия и флот греческих повстанцев предприняли экспедицию в западную Среднюю Грецию и Эпир, в ходе которой в мае 1828 года при освобождении города Месолонгион погиб английский капитан — филэллин Франк Хэстингс.
Русско-турецкая война, разразившаяся в апреле 1828 года, через семь лет после начала Греческой революции, вдохновила повстанцев на новые дела.
В октябре 1828 года Иоанн Каподистрия приказал Дмитрию Ипсиланти возглавить экспедицию на восток Средней Греции.

## В Средней Греции
Ипсиланти, имея 3000 бойцов, организованных к этому времени в бригады (тысячи) под командованием Мавровуниотиса, Диовуниотиса и Эвморфопулоса, вышел в поход невзирая на протесты англичан, всё ещё стремившихся ограничить пределы греческого государства полуостровом Пелопоннес. Три других бригады (3000 бойцов) расположились в Мегаре, имея целью сдерживать турецкие силы, расположенные в Аттике.
Экспедиция Ипсиланти оказалась удачной. Его войско одержало ряд побед и восстановило греческий контроль над регионом. 14 декабря Махмуд-паша выступил из города Ламия, именуемого тогда турками Зейтун, имея 6000 пехоты и 600 кавалеристов. 29 января 1829 года турки были остановлены Мавровуниотисом в Мартино. Эта неудача и суровая зима вынудили Махмуда-пашу отступить 8 февраля назад в Ламию.

## Дибич
Один из основных участников Греческой войны с турецкой стороны, Кютахья Решид-Мехмед-паша (Битва при Пета, Первая осада Месолонгиона, Третья осада Месолонгиона, Битва при Каматеро, Битва при Фалероне), со своими турецко-албанскими силами был переброшен на Балканский фронт, где и отличился 28 мая (9 июня) 1829 года у Варны и 29 мая (10 июня) у Шумлы. Шумла сдалась 17 (29) июня после семинедельной осады. 14 (26) июля[уточнить] русская армия перешла Балканский хребет.

Это событие заставило английскую дипломатию не только вновь взвесить политику ограничения греческой территории, но в какой-то момент Веллингтон, как и французская дипломатия, стал склоняться к созданию Греческой империи вместо Османской империи как барьера на пути российской экспансии. 7 (19) августа Дибич взял без боя Адрианополь. 2 (14) сентября турки подписали Адрианопольский мир. В пункте 10 этого мира (из 16) султан, не поддававшийся дипломатическим давлениям даже после Наваринского сражения, подписался под Лондонскими протоколами 10 (22) марта 1829 года, чем официально признавал воссозданное греческое государство. Об этом событии Карл Маркс впоследствии писал: 

«Кто поставил точку в восстании греков? Ни заговоры и бунт Али-паши в Янине, ни Наваринское морское сражение, ни французская армия на Пелопоннесе, ни лондонские конференции и протоколы, а Дибич, перешедший через Балканы в долину реки Эврос (Марица)».

## Позиции греков у Петры
28 августа 1829 года Ипсиланти c 2500 бойцов расположился у Петры. Петра, находящаяся между Фивами и Левадией, в то время была стратегически важной позицией.  В те годы воды озера доходили до Скалы (греч. Петра — камень, см. скала), оставляя узкий проход. 
Позицию I, у самой Скалы, заняла 2-я бригада (тысяча) Хадзипетроса, позицию II — Стратос со 130 бойцами, позицию III — Скуртаниотис с 300 бойцами, позицию IV — тысяча Диовуниотиса, позицию VI — Спиридон Спиромилиос, позицию VII — Эвморфопулос с отрядом регулярной армии.

## Последнее сражение Греческой войны
Греки ожидали турок в Петре уже 12 дней, когда 10 сентября около 16:00 показался турецкий авангард. Турецкая колонна насчитывала 4500 солдат новой, регулярной османской армии и 3500 иррегулярных войск. На следующий день, 11 сентября, турки не предпринимали никаких действий, оценивая обстановку.
С рассветом 12 сентября регулярные части турок выступили, разделившись на три колонны. Первая направилась к Петре, где стояла тысяча Хадзипетроса, вторая выступила против Скуртаниотиса с его 300 бойцами, а третья — против Спиромилиоса. Иррегулярные турецкие войска, возглавляемые Аслан-беем, действовали против Стратоса, имевшего 130 бойцов.
Вскоре начался артиллерийский обстрел греческих позиций, за которым последовала турецкая атака. Атака ещё не была отбита, когда тысяча Диовуниотиса подоспела на выручку атакуемым отрядам. Турки не выдержали контратаки: первыми отступили албанцы, регулярные османские части отступили вслед за ними, боясь оказаться окружёнными. Отступление турок стало всеобщим.

## Переговоры
Иррегулярных турок возглавлял албанец Аслан-бей, регулярных — Оджак-ага Осман. Второго более всего волновало исполнение султанского приказа о переброске сил на Фракийский фронт против русских. Ни турки, ни греки не знали о том, что десятью днями ранее был подписан Адрианопольский мир.
Ипсиланти готов был пропустить турок при условии, что Аслан-бей передаст все земли от Левадии до Фермопил и реки Аламана. Аслан-бей возражал, однако последнее слово было за Оджак-агой. 12 сентября турки подписали документы.
13 сентября турецкая колонна вступила в проход Петры. Оджак-ага выкрикнул: «Ипсиланти-бей, Аллах аманетула!» («Бог с тобой!»). Ипсиланти, знавший турецкий, ответил «Урула» («доброй дороги»), но поскольку голос у Ипсиланти был слаб, он приказал своим бойцам кричать «урула» вместо себя. Этим закончилась восьмилетняя Освободительная война Греции.

## Значение
Александр Ипсиланти начал войну в феврале 1821 года. Его брат Дмитрий возглавил последнее сражение этой войны, в сентябре 1829 года. Эта военная победа уже не имела значения для хода войны, в отличие от её значения для дипломатии. Иоанн Каподистрия воспользовался документами, подписанными турками в Петре, в ходе тяжёлых переговоров при определении границ возрождённого греческого государства.